# Kaplica św. Mikołaja w Żejtun
Kaplica świętego Mikołaja (malt. Il-Kappella ta' San Niklaw, ang. Chapel of St Nicholas) – rzymskokatolicka kaplica, położona na terenie znanym jako Misraħ Strejnu, na obrzeżach Żejtun na Malcie.

## Historia
Kult św. Mikołaja został prawdopodobnie wprowadzony na Malcie przez przybyłych z Sycylii jego czcicieli w późnym średniowieczu, kiedy Normanowie skolonizowali Maltę.

### Oryginalna kaplica
Kaplica zbudowana została na skraju wsi Bisqallin, jednej z kilku tworzących dzisiejsze Żejtun. Obszar ten pierwotnie znany był jako Tal Kasar, ale już około 1500–1505 był dobrze znany jako Ta’ San Niklaw („de Sanctu Nicola tal casar contrata”). Chociaż nie wiadomo, kiedy dokładnie kaplica powstała, oraz w jakim kształcie, odniesienia do niej znajdują się w dokumentach sięgających roku 1504. Niektóre elementy tej średniowiecznej kaplicy istnieją do dziś, zostały włączone w struktury domu przylegającego do istniejącego współcześnie kościoła.
Wzmiankę o kaplicy znajdujemy w raporcie wizytatora papieskiego Pietro Dusiny z 1575, w którym wspomina, że święto św. Mikołaja czczono w kaplicy mszą świętą i nieszporami oraz że kaplica podlegała parafii w Żejtun. Służyła ona mieszkańcom pobliskich przysiółków, dziś już nieistniejących.
Raport z wizyty duszpasterskiej w 1600 wymienia w kaplicy ołtarz, odpowiadający wielkością potrzebom kultu, oraz obraz patrona kościoła, namalowany na ścianie. Już podczas tej wizyty obraz ten określony został jako „dosyć stary”, co świadczy o starożytności tego kościoła. Oprócz ołtarza i obrazu, kościół był odpowiednio przygotowany do sprawowania kultu. Był tam nawet cmentarz.

### Nowa kaplica
Raporty z kolejnych wizyt duszpasterskich pokazują, że oryginalna kaplica zburzona została około 1640. W latach 1647–50 kaplica została odbudowana w stylu barokowym przez Gio-Francesco Gauciego. Z późniejszych wizyt zwierzchników kościelnych wiadomo, że kaplica wciąż służyła wiernym w 1699.

## Architektura

### Wygląd zewnętrzny
Do kaplicy dochodzi się przez niewielki prostokątny plac („zuntier”), otoczony niskim murkiem. Do drzwi wejściowych, otoczonych prostymi pilastrami i zwieńczonych belkowaniem i gzymsem, prowadzą dwa półokrągłe schody. Nad drzwiami centralnie umieszczone okno, osadzone w kamiennej ozdobnej ramie i zwieńczonym wymyślnym gzymsem. Fasada jest ujęta po bokach w zestaw prostych pilastrów, podtrzymujących prosty architraw, zwieńczona zaś jest łamanym gzymsem. W jego środku stoi prosta, w kształcie pojedynczej arkady, dzwonnica zwieńczona krzyżem. 24 sierpnia 2010 ówczesny arcybiskup Malty, Paul Cremona, poświęcił przywieziony z Francji niewielki dzwon, który został zawieszony na dzwonnicy. Po każdej stronie drzwi wejściowych znajduje się małe kwadratowe okno, służące do prywatnych modlitw, w czasie kiedy kaplica jest zamknięta. Po prawej stronie wejścia znajduje się tablica z inskrypcją „Non Gode l’Immunita Ecclesias”. Na obu bocznych ścianach widoczne są, wyglądem przypominające lufy dział, rzygacze.

### Wnętrze kaplicy
Kaplica wewnątrz jest niewielka, lecz udekorowana. Ołtarz, znajdujący się w zwieńczonej łukiem wnęce, zbudowany został w 1912. Ponad nim umieszczony jest tytularny obraz przedstawiający św. Mikołaja wskrzeszającego trzech zmarłych. Obraz otoczony jest rzeźbioną kamienną ramą, zwieńczoną pustym kartuszem. Z sufitu zwisa wieczna lampka. Po obu stronach ołtarza drzwi prowadzące do niewielkiej zakrystii. Nad drzwiami wiszą owalne obrazy w kamiennych ramach: Niepokalane Poczęcie oraz Święty Józef z Dzieciątkiem Jezus.
Sklepienie kaplicy wsparte jest na okrągłych łukach, wybiegających z ozdobnego gzymsu, który biegnie wokół wnętrza świątyni. W sklepieniu znajdują się dwa duże okna, doświetlające wnętrze. Z innych interesujących rzeczy, znajdujących się w kaplicy, należy wymienić:
- obrazy-stacje Drogi krzyżowej, pochodzące z 1885;
- figury św. Józefa oraz Maryi z Dzieciątkiem;
- ceramiczną kropielnicę.

Ponad wejściem do kaplicy zainstalowana jest drewniana galeria, na której znajduje się miejsce dla kilkorga muzyków, uświetniających uroczyste msze święte.

## Kaplica dzisiaj
Kaplica jest w bardzo dobrym stanie. Dzisiaj jest to kaplica prywatna, będąca częścią centrum agroturystycznego „San Niklaw Estate”. Msze święte w kaplicy odbywają się w każdy pierwszy piątek miesiąca, w święto patrona kaplicy 6 grudnia oraz 24 grudnia. 

## Ochrona dziedzictwa kulturowego
Budynek kaplicy umieszczony jest na liście National Inventory of the Cultural Property of the Maltese Islands pod nr. 1976. 